# Tropimeris
Tropimeris is een geslacht van vliesvleugeligen uit de familie bronswespen (Chalcididae). De wetenschappelijke naam van dit geslacht is voor het eerst geldig gepubliceerd in 1948 door Steffan.

## Soorten
Het geslacht Tropimeris omvat de volgende soorten:
- Tropimeris excavata Steffan, 1948
- Tropimeris indicus Husain & Agarwal, 1981
- Tropimeris monodon Boucek, 1958